# Trącić myszką
Trącić myszką – zakończony program edukacyjny realizowany w ramach misji radia publicznego w Polskim Radiu Szczecin SA, składający się z magazynu komputerowego „Trącić Myszką” oraz magazynu komputerowego dla dzieci, „Przygody Małej Myszki w świecie informatyki”.

## Historia
Początki sięgają 1998, jednak w 2005 założono mini-portal edukacyjny – www.myszka.org (ponad 7 mln wejść do 1 grudnia 2011), gdzie publikowano gotowe podcasty, będącymi zapisem audycji, dostosowanych do wymogów sieci i dostępnych przez RSS. Polskie Radio Szczecin jako pierwsze radio w Polsce zaczęło publikować podcasty w sieci, a projekt spotkał się z ogromnym zainteresowaniem odbiorców. W 2006 portal zaczął publikować pierwsze vodcasty, czyli pliki video, początkowo na własnej stronie, a następnie na YouTube. Jednak vodcasty, podobnie jak realizowane co jakiś czas, video transmisje audycji w czasie rzeczywistym nigdy, nie stały się podstawą działalności w sieci. „Trącić Myszką” jako radiowy projekt wspierał wiele imprez i konkursów informatycznych w całej Polsce, przykładowo: Intersieć, czy Ogólnopolski Konkurs Wiedzy Informatycznej. Projekt posiada patronat Ministerstwa Edukacji Narodowej oraz Polskiego Towarzystwa Informatycznego.
W grudniu 2011 samodzielny portal „Trącić Myszką” został włączony w strukturę strony Polskiego Radia Szczecin SA. Magazyn „Trącić Myszką” jest jednym z pierwszych polskich podcastów i od początku miał zapewnić interaktywność pomiędzy słuchaczami a radiem. Od samego początku chodziło o to, aby o sprawach trudnych jak np. informatyka i komputery mówić prostym językiem trafiającym do słuchaczy. Autorem koncepcji i osobą odpowiedzialną za audycje jest dziennikarz radiowy, Jarosław Dalecki, a twórcą nieistniejącej już strony www.myszka.org był Maciej Jankowski. „Przygody Małej Myszki w świecie informatyki” to słuchowisko edukacyjne o tematyce informatycznej, jego bohaterką jest myszka Ogonisia, a w główne postacie wcielają się dziennikarki radiowe Agata Rokicka i Katarzyna Wolnik-Sayna, oraz informatyk Arkadiusz Linkowski. Autor jako pierwszy w Polsce wykorzystał do tworzenia programów edukacyjnych komputerowe syntetyzatory mowy. Do tej pory w ramach projektu powstało w sumie kilkaset audycji dostępnych w sieci, a podstawowym celem jest popularyzacja informatyki i nowoczesnych technologii.
17 grudnia 2012 na antenie Polskiego Radia Szczecin została po raz ostatni wyemitowana audycja cyklicznego magazynu „Trącić Myszką”.

## Nagrody i wyróżnienia
- 2007 – „Srebrna kaczka” nagroda specjalna im. red. Bogdana Czubasiewicza Stowarzyszenia Dziennikarzy Rzeczypospolitej Polskiej Oddział w Szczecinie dla Jarosława Daleckiego (za wykorzystanie podcastingu w budowie społeczeństwa informacyjnego[2])
- 2008 – nominacja do konkursu „Popularyzator Nauki 2008”[4]
- 2009 – nagroda „Popularyzator Nauki 2009” dla Polskiego Radia Szczecin w kategorii „Dziennikarz, redakcja lub instytucja nienaukowa” za właśnie m.in. powstające tam magazyny komputerowe „Trącić myszką” i „Przygody Małej Myszki w świecie informatyki”[5]
- 2010 – tytuł „Lidera Europejskiego Roku Kreatywności i Innowacji 2009 w Polsce” w kategorii „Nauka i technika” dla magazynu komputerowego „Trącić myszką”[6]
- 2010 – nominacja do European Podcast Award 2009
- 2010 – nagroda Ministerstwa Rozwoju Regionalnego, Departament Koordynacji i Wdrażania Programów Regionalnych
- 2010 – The National Winners of the European Podcast Award 2010 – pierwsze miejsce w kategorii „Top Ranking Poland 2010 – Professional” dla podcastu Myszka.org[7]